# Neolithodes brodiei
Neolithodes brodiei is een tienpotigensoort uit de familie van de Lithodidae. De wetenschappelijke naam van de soort is voor het eerst geldig gepubliceerd in 1970 door Dawson & Yaldwyn.